# WCW International World Heavyweight Championship
Il WCW International World Heavyweight Championship è stato un titolo di wrestling della divisione maschile della World Championship Wrestling. Nonostante il titolo sia stato spesso considerato dall'opinione pubblica come secondario, era presentato come l'alloro massimo della WCW International, una succursale fittizia della WCW, venendo promosso sia negli eventi WCW che in alcuni show della New Japan Pro-Wrestling (NJPW).
La sua cintura era costituita dall'iconica Big Gold Belt, che in precedenza rappresentava il NWA World Heavyweight Championship promosso da WCW e National Wrestling Alliance (NWA), e in seguitò sarà riciclato per il World Heavyweight Championship, promosso dalla World Wrestling Entertainment.
Il titolo nacque il 18 luglio 1993 e rimase attivo poco più di un anno, prima di venire unificato con il titolo WCW World Heavyweight Championship nel giugno 1994.

## Storia

### Dal titolo NWA a quello WCW
Il titolo affonda le sue origini nel NWA World Heavyweight Championship, di proprietà della NWA, alla quale numerose federazioni americane era affiliate, inclusa la WCW che rivestiva un ruolo primario. Nel 1991, il detentore del titolo era Ric Flair, che era promosso come campione nei territori WCW (venendo considerato simultaneamente anche detentore del WCW World Heavyweight Championship, seppur il titolo non avesse ancora una cintura) e negli altri territori NWA. Quando Flair abbandonò NWA e WCW per unirsi alla World Wrestling Federation, fu privato di entrambi i titoli, anche se in un primo momento portò la Big Gold Belt con sé, non avendo ricevuto il deposito cauzionale da lui versato alla vittoria del titolo. 
Lex Luger vinse il WCW World Heavyweight Championship, rappresentato da una nuova cintura, che rimase l'alloro massimo della WCW fino alla chiusura della federazione, mentre per riassegnare il titolo NWA, fu indetto un torneo che venne vinto da Masahiro Chono nell'agosto del 1992. Inizialmente il titolo NWA era rappresentato da una nuova cintura, essendo la Big Gold Belt ancora di proprietà di Flair, ma questi acconsentì a venderla alla WCW per 38.000 dollari e la cintura, sebbene di proprietà della WCW, tornò a rappresentare il titolo NWA.
In seguito ad alcune diatribe sul controllo creativo (Flair avrebbe dovuto perdere il titolo NWA contro Rick Rude, ma la NWA era in disaccordo), la WCW lasciò la NWA. Il NWA World Heavyweight Championship rimase di proprietà della Alliance, ma la cintura che lo rappresentava, detenuta nuovamente da Ric Flair, divenne prerogativa della WCW. La federazione iniziò quindi a promuovere la cintura come riconoscimento di un nuovo titolo, il WCW International World Heavyweight Championship, riconoscendo Flair come campione inaugurale.

### Il titolo WCW International
Quando Flair perse il titolo contro Rick Rude, questi iniziò a difendere il titolo in eventi interpromozionali, organizzati insieme con la federazione giapponese New Japan Pro-Wrestling (NJPW), dove il titolo rimase per 8 giorni venendo vinto da Hiroshi Hase, prima che questi perse il rematch.
Nel 1994 si tenne un incontro di unificazione: Ric Flair, allora detentore del WCW World Heavyweight Championship, sconfisse Sting, campione del titolo WCW International World Heavyweight Championship, unificandolo all'interno del suo. Mantenne però il design della Big Gold Belt, che rimase la cintura di riferimento della federazione e sarà in seguito adottato dal World Heavyweight Championship, promosso dalla WWE.

## Albo d'oro
| Legenda  |                                                                               |
| -------- | ----------------------------------------------------------------------------- |
| #        | Indica il numero del regno titolato                                           |
| Regno    | Viene indicato il numero del regno del campione                               |
| Data     | La data in cui il titolo è stato vinto                                        |
| Località | Indica il luogo in cui il titolo è stato vinto                                |
| Note     | Indica notizie particolari riguardanti i cambi di titolo o altre informazioni |

| # | Campione     | Regno | Data              | Giorni | Località                           | Evento                       | Note | Fonti  |
| - | ------------ | ----- | ----------------- | ------ | ---------------------------------- | ---------------------------- | --- | ------ |
| 1 | Ric Flair    | 1     | 18 luglio 1993    | 63     | Biloxi, Mississippi                | Beach Blast 1993             | Flair sconfisse Barry Windham per il NWA World Heavyweight Championship. La NWA smise di riconoscere Flair campione il 15 settembre 1993, quando terminò l'affiliazione con la WCW. Flair continuò ad essere riconosciuto campione dalla WCW, che creò il WCW International World Heavyweight Championship. La WWE non riconosce questo regno come separato, includendolo come uno degli 8 titoli NWA vinti. | [ 5 ]  |
| 2 | Rick Rude    | 1     | 19 settembre 1993 | 178    | Houston, Texas                     | Fall Brawl 1993              | | [ 6 ]  |
| 3 | Hiroshi Hase | 1     | 16 marzo 1994     | 8      | Tokyo, Giappone                    | NJPW Hyper Battle            | | [ 7 ]  |
| 4 | Rick Rude    | 2     | 24 marzo 1994     | 24     | Kyoto, Giappone                    | NJPW Hyper Battle            | | [ 8 ]  |
| 5 | Sting        | 1     | 17 aprile 1994    | 14     | Rosemont, Illinois                 | Spring Stampede 1994         | | [ 9 ]  |
| † | Rick Rude    | --    | 1 maggio 1994     | 21     | Fukuoka, Giappone                  | Wrestling Dontaku 1994       | La WCW in seguito ritirò il riconoscimento del regno, dal momento che Rude aveva utilizzato la cintura come arma. Il regno è riconosciuto dalla WWE. | [ 10 ] |
| — | Vacante      | --    | 22 maggio 1994    | --     | Filadelfia, Pennsylvania           | Slamboree 1994               | La decisione di annullare il regno di Rude avvenne durante l'evento, ma Sting rifiutò di riottenere il titolo, rendendolo vacante. |        |
| 6 | Sting        | 2     | 22 maggio 1994    | 32     | Filadelfia, Pennsylvania           | Slamboree 1994               | Sting vinse il titolo vacante sconfiggendo Big Van Vader. | [ 11 ] |
| 7 | Ric Flair    | 2     | 23 giugno 1994    | <1     | North Charleston, Carolina del Sud | Clash of the Champions XXVII | | [ 12 ] |
| — | Disattivato  | --    | 23 giugno 1994    | --     | --                                 | --                           | Il titolo fu unificato all'interno del WCW World Heavyweight Championship |        |